# Derecske
Derecske là một thành phố thuộc hạt Hajdú-Bihar, Hungary. Thành phố này có diện tích 103,58 km², dân số năm 2010 là 9086 người, mật độ 88 người/km².